# Erinnerungsmedaille des Marsches auf Rom

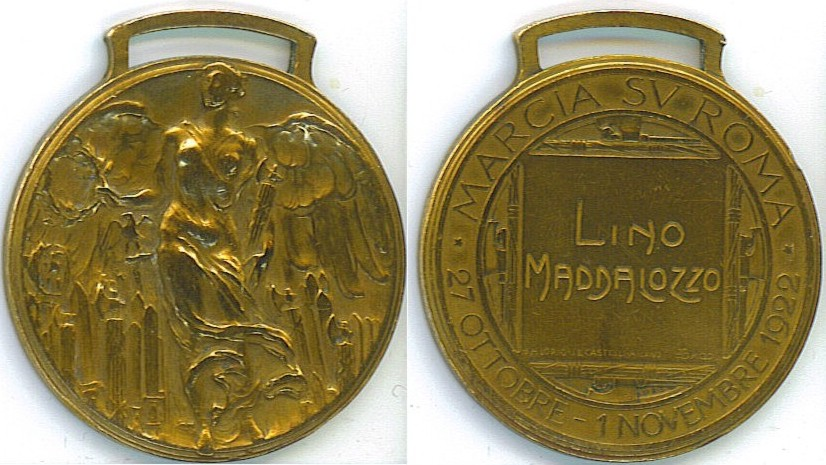
Medaille in Bronze

Die Erinnerungsmedaille des Marsches auf Rom (it. Medaglia commemorativa della Marcia su Roma) war eine Auszeichnung des Königreiches Italien, welche am 31. Dezember 1923 per Dekret in drei Stufen von König Viktor Emanuel III. in Erinnerung des Marsches auf Rom und der Machtübernahme der Partito Nazionale Fascista unter Führung von Benito Mussolini gestiftet wurde. Einzige Verleihungsvoraussetzung war, dass der Beliehene vom 27. Oktober 1922 bis 31. Oktober 1922 im aktiven Dienst an dem Marsch beteiligt war.
Die Medaille in der Goldstufe erhielten die Mitglieder des Quadrumvirats:
- Benito Mussolini
- Emilio De Bono
- Cesare Maria De Vecchi
- Italo Balbo
- Michele Bianchi

Die Silberstufe wurde 19 mal an beteiligte Kommandeure und die Bronzestufe an alle anderen beteiligten Personen der Partei verliehen. Am 31. Januar 1926 wurden die Verleihungsbedingungen auf die beteiligten freiwilligen Milizen erweitert und schließlich am 15. Juli 1938 derart aufgeweicht, dass nun alle Mitglieder der italienischen Streitkräfte die Medaille erhalten konnten.

## Aussehen und Trageweise
Die goldene, silberne oder bronzene Medaille mit einem Durchmesser von 34 mm zeigt auf ihrem Avers die geflügelte Göttin Italia, die in ihrer rechten Hand einen Lorbeerkranz und in ihrer linken ein Fasces hält. Unter und hinter der Figur ist die symbolische Darstellung von römischen Legionären, Schwertern und Fascesen zu sehen, die gen Himmel gestreckt sind. Das Revers zeigt mittig ein Quadrat, in das Rang und Namen des Beliehenen graviert wurden. Umschlossen wird dieses Quadrat von der Umschrift MARCIA SV ROMA 27 OTTOBRE - 1 NOVEMBRE 1922 (Marsch auf Rom 27. Oktober – 1. November 1922). Getragen wurde die Medaille an der linken oberen Brustseite. Das 37 mm breite Ordensband ist je zur Hälfte lila und gelb und spiegelt die Stadtfarben Roms wider.